# Contaminación por plástico

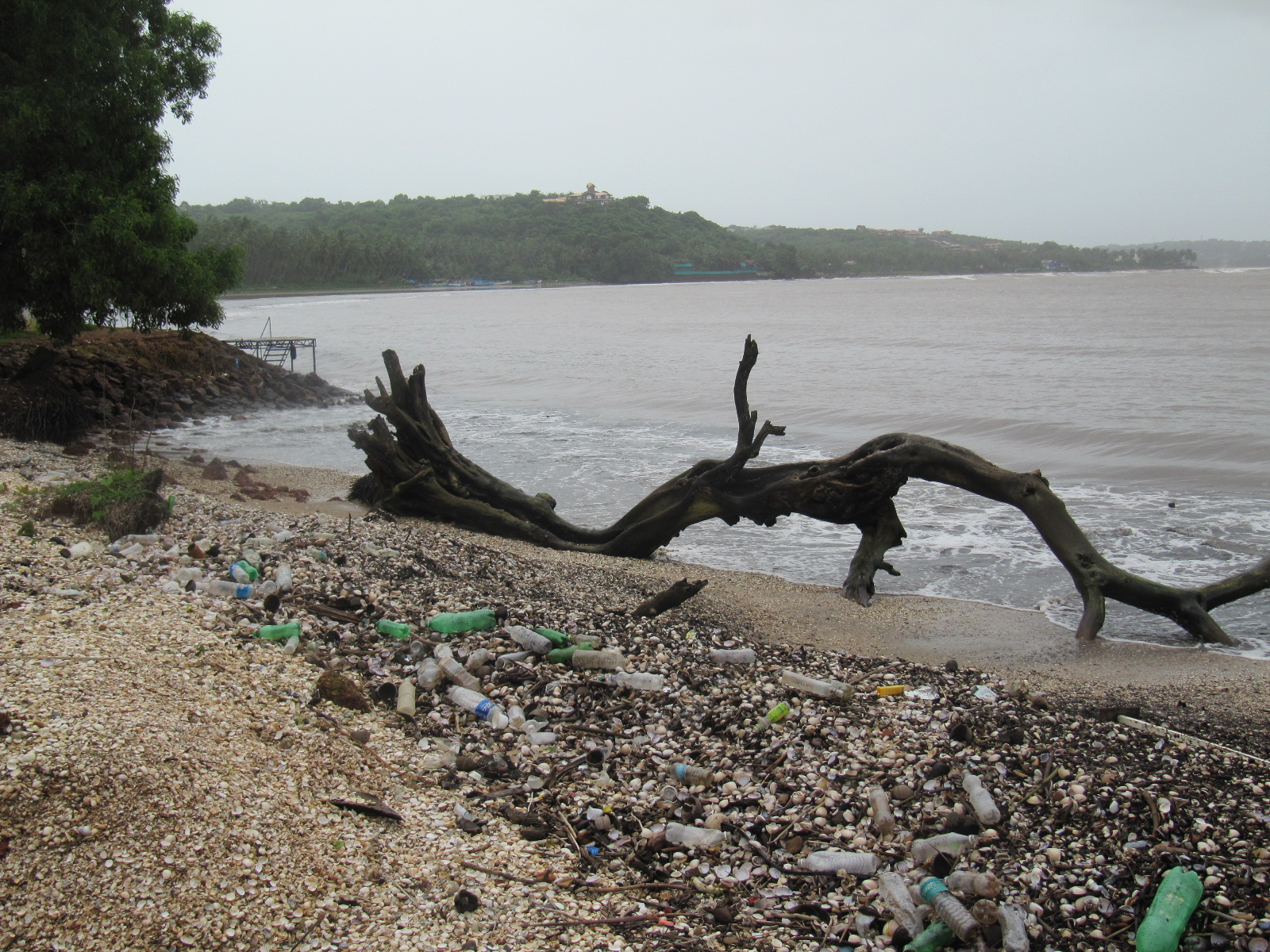
Desechos marinos en Coco Beach en India.

La contaminación por plástico o polución por plástico es la acumulación de productos de plástico en el medio ambiente que produce efectos adversos sobre la vida silvestre, el hábitat o los humanos.
La contaminación por plástico tiene numerosos impactos negativos sobre los ecosistemas terrestres y acuáticos, la flora, la fauna y la salud humana. Anualmente, la contaminación por plástico daña a más de un millón de especies marinas, incluyendo más de cien mil tortugas y mamíferos marinos.
Según un informe de OCDE de 2022, la producción mundial de plástico se ha cuadruplicado en los últimos 30 años y los residuos generados por este material se han duplicado ampliamente entre 2000 y 2019, pasando de 234 millones de toneladas (Mt) en 2000 a 460 Mt en 2019.
Además de los vertidos, la producción, el uso y la eliminación de plásticos es también uno de los principales contribuidores a las emisiones de gases de efecto invernadero. Con la evolución actual, se estima que podrían representar el 19 % del presupuesto global total de carbono para 2040.
La importancia y extensión de la contaminación por plástico esta correlacionada con el bajo costo y durabilidad del plástico, lo que conduce a que las compañías manufactureras lo prefieran por sobre otros materiales para la fabricación de diferentes objetos. En determinadas regiones se han implementado planes para intentar reducir el consumo de plástico y promover el reciclado de plástico.

## Fuentes

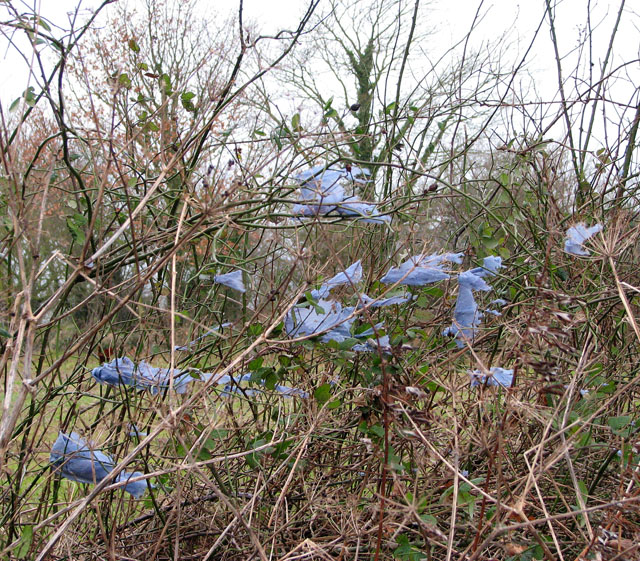
Contaminación por plástico en plantas.

### Emisores globales
China, Indonesia, las Filipinas, Tailandia, y Vietnam descargan más residuos plásticos al mar que todos los demás países del mundo juntos. Los ríos Yangtsé (China), Indo (Pakistán), Amarillo (China), Hai (China), Nilo (Egipto), Ganges (India), de las Perlas (China), Amur (Sino-ruso), Níger (Nigeria) y Mekong (Vietnam) descargan el 95 % de los plásticos que invaden los océanos.
En 2019, nuevos estudios científicos indicaron que los barcos de carga chinos podrían ser uno de los mayores contribuyentes de basura oceánica. Un portavoz de Ocean Cleanup declaró que «todo el mundo habla de salvar los océanos al dejar de usar bolsas de plástico, pajitas y envases monouso. Eso es importante, pero cuando salimos al océano, eso no es necesariamente lo que encontramos.»

#### Países desarrollados
En 2022 se estimó que todos los países de la OCDE juntos —Europa, América del Norte, Chile, Colombia, Israel, Turquía, Japón, y Corea del Sur— podrían contribuir un 5 % de la polución marina por plásticos; el resto de países del mundo contribuye un 95 %.
La misma fuente sugiere, sin embargo, que esas cifras no toman en cuenta el hecho de que muchos países desarrollados exportan sus residuos plásticos a países pobres que no tienen adecuados sistemas de reciclaje. Esto también ha sido constatado por un estudio del Banco Mundial sobre generación de desperdicios en 217 países. Una investigación de The Guardian en 2019 encontró que plástico estadounidense estaba siendo enviado a algunos de los países más pobres del mundo, incluyendo Bangladesh, Laos, Etiopía y Senegal.
Un informe de la organización ambientalista CleanHub de 2024 indica los 10 países que más exportan residuos plásticos en el mundo, superando los 4,4 millones de toneladas anuales. Se indica que los gobiernos son renuentes a brindar información y la estadística se basa en informes industriales y científicos.
En 2025 se detuvo en España a una organización ilegal que traficaba residuos plásticos desde Francia, Portugal y España hacia otros países. La Guardia Civil ha documentado envíos ilegales por cerca de 22 785 toneladas de residuos a destinos tan diversos como India, Turquía, Vietnam, Malasia, Tailandia, Hong Kong, Pakistán, Reino Unido, Angola, Brasil, Marruecos y Emiratos Árabes. Algunos de estos traslados se realizaban con documentación falsificada, presentando la carga como materia prima reciclable. Se estima que solo esta red trasladó de este modo más de 41 000 toneladas de residuos.

### En América
En 2021, un detallado análisis de los mil ríos que más plástico arrojan al mar ubicó al Brasil como el séptimo cuyos ríos más plástico vierten en el mundo, con 75 de sus ríos concentrando el 80 % de las 38 000 toneladas anuales del vertido fluvial nacional al mar; Guatemala ocupaba la decimoquinta posición, con 7,100 toneladas vía principalmente 16 ríos; la Española tenía los puestos decimosexto y decimoséptimo, a causa de las 13 200 toneladas arrastradas en su mayoría por 22 ríos en Haití y 11 en Dominicana; y Venezuela ostentaba la decimoctava posición mundial a causa de 11 ríos que portaban el 80% de las 6,000 toneladas anuales acarreadas por los ríos de ése país al mar.

#### Estados Unidos
De acuerdo a la Agencia de Protección Ambiental de Estados Unidos, en el año 2011 los plásticos en Estados Unidos constituían más del 12 % de los residuos sólidos municipales. En la década de 1960, los plásticos eran menos del 1 % de los residuos sólidos municipales.

#### Guatemala
En 2022, The Ocean Cleanup instaló una malla metálica en un intento por prevenir el arribo al Caribe de los plásticos acarreados por el río Las Vacas, del cual se estima transporta 20,000 toneladas de basura al año.

## Efectos sobre el medio ambiente

### Tierra
Los plásticos clorados pueden liberar químicos dañinos al suelo, que luego pueden filtrar hacia el agua subterránea u otras fuentes de aguas en las inmediaciones. Ello puede causar serios daños en las especies que consumen el agua.
Las zonas vertederos o rellenos de basura permanentemente almacenan grandes cantidades de numerosos tipos de plásticos. En estos rellenos, existen numerosos microorganismos que aceleran la biodegradación de los plásticos. En lo que respecta a plásticos biodegradables, al irse descomponiendo, se libera metano, el cual es un poderoso gas de efecto invernadero que contribuye de manera significativa al calentamiento global. Algunos rellenos han comenzado a instalar dispositivos para capturar el metano y utilizarlo para producir energía, pero muchos aún no han incorporado esta tecnología. La liberación de metano no solo ocurre en los rellenos, los plásticos biodegradables también se degradan si se dejan sobre el terreno, en cuyo caso la degradación tarda más tiempo en producirse.

### Océano
Los nurdles son pellets de plástico (un tipo de microplástico) que son comercializados de esta manera a menudo en buques de carga, para ser utilizados en la fabricación de productos plásticos. Una cantidad significativa es volcada en los océanos, y se ha estimado que a nivel global, aproximadamente el 10 % de la basura de las playas son nurdles. Por lo general los plásticos tardan un año en degradarse en los océanos, pero no por completo, y en este proceso ciertos elementos químicos tóxicos tales como bisfenol A y poliestireno pueden ser liberados por determinados plásticos hacia las aguas. Los trozos de poliestireno y nurdles son los tipos más comunes de contaminación por plástico en los océanos, y junto con las bolsas plásticas y los receptáculos de comida constituyen la mayor parte de la basura de los océanos.
En 2012, se estimaba que había unas 165 millones de toneladas de basura en los océanos. El plástico es el principal componente de las llamadas islas o manchas de basura como la gran mancha de basura en el Pacífico, una de las cinco actualmente detectadas.

#### Efectos sobre los animales marinos
La contaminación por plástico puede potencialmente envenenar a los animales, lo cual puede afectar de manera negativa el suministro de alimentos del ser humano. La contaminación por plástico es altamente dañina para los grandes mamíferos marinos. Se ha determinado que algunas especies marinas, tales como las tortugas de mar, contienen grandes cantidades de plásticos en su estómago. Por lo general en estos casos el animal muere de hambre, porque el plástico bloquea el aparato digestivo. A veces los mamíferos marinos quedan enredados en productos plásticos tales como redes de pesca, lo cual los puede llegar a dañar o inclusive producirles la muerte.
Los plásticos grandes (macroplásticos), como las bolsas de plástico, los envases vacíos, entre otros, bloquean los tractos digestivos de los animales grandes y pueden causarles inanición debido a la restricción del movimiento del alimento o pueden llenarles el estómago, lo que los confunde y evita que se alimenten. Por otro lado, los microplásticos dañan la vida marina de menor tamaño. Por ejemplo, los pedazos de plástico pelágicos en el centro de los giros oceánicos superan la cantidad de plancton vivo, y entran en la cadena alimenticia y alcanzan todos los niveles de la vida marina.
Un estudio de 1994 del lecho marino usando redes de arrastre en el Noroeste del Mediterráneo alrededor de las costas de España, Francia e Italia, reportó concentraciones medias de desechos de 1,935 unidades por kilómetro cuadrado. Los desechos plásticos conformaron el 77%, de los cuales el 93% fueron bolsas plásticas.
Existen registros que indican que más de 260 especies, incluidos invertebrados, han ingerido plástico o han quedado enredados en elementos de plástico. Cuando un animal se enreda, sus movimientos se ven seriamente limitados, por lo cual le es sumamente difícil procurarse su alimento. Al quedar enredados por lo general mueren de hambre o de cortes profundos y úlceras. Se ha estimado que más de 400 000 mamíferos marinos mueren cada año a causa de la contaminación por plástico de los océanos. En el 2004, se estimó que las gaviotas de mar en el mar del Norte en promedio tenían en sus estómagos treinta trozos de plástico.

## Aire
Un estudio en la revista Nature Communications reveló que las partículas microplásticas están presentes en la atmósfera marina, tanto de fuentes terrestres como marinas. Investigadores alemanes y noruegos analizaron muestras de aire a lo largo de la costa noruega y el Ártico para identificar y cuantificar tipos de plásticos. Encontraron partículas de poliéster, tereftalato de polietileno, policarbonato de polipropileno y poliestireno. Las partículas de desgaste de neumáticos también son una fuente importante. Las concentraciones detectadas llegaron hasta 37,5 nanogramos por metro cúbico de aire.

## Efectos sobre los seres humanos

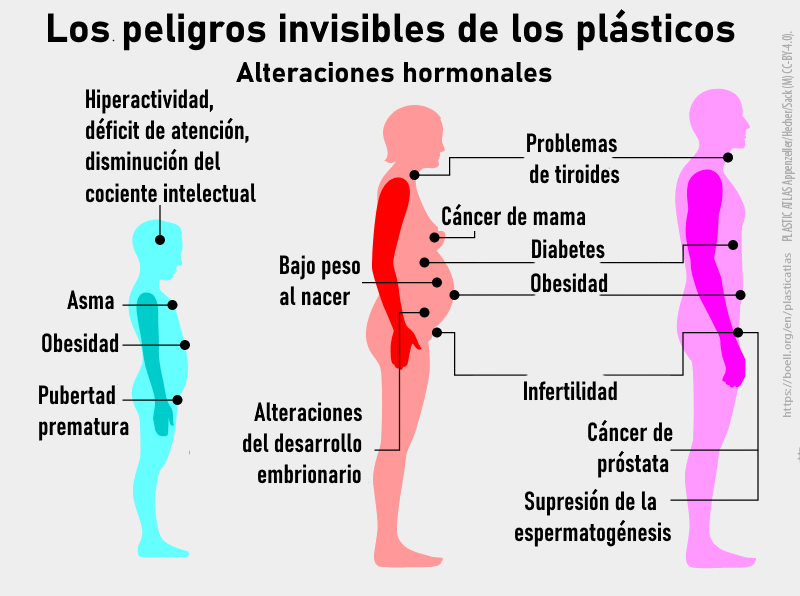
Peligros hormonales del contacto diario con el plástico

Los plásticos contienen numerosos tipos de elementos químicos, según sea el tipo de plástico. El agregado de químicos es la principal razón por la cual estos plásticos se han convertido en multipropósito, sin embargo ello acarrea ciertos problemas. Algunos de los elementos químicos que se utilizan en la producción de plástico pueden potencialmente ser absorbidos por los seres humanos mediante absorción por la piel. No se sabe mucho sobre en qué medida los seres humanos son físicamente afectados por estos químicos. Algunos de los químicos que se utilizan en la producción de plástico pueden causar dermatitis en contacto con la piel. En muchos tipos de plásticos, estos químicos tóxicos solo se utilizan en muy insignificantes proporciones, pero a veces se precisan ensayos específicos para asegurar que los elementos tóxicos quedan retenidos en el plástico por medio de material inerte o polímero.
Estudios sugieren que la exposición a concentraciones elevadas en el aire puede dañar las vías respiratorias. Además, se ha detectado la presencia de microplásticos en la cadena alimentaria y en tejidos humanos, como intestinos, sangre, placenta y cerebro. Un estudio en organoides realizado por la Universidad de Tufts encontró que los microplásticos pueden ingresar a la cadena alimentaria y afectar el intestino humano, generando moléculas inflamatorias relacionadas con enfermedades intestinales. La OMS informó que la exposición a microplásticos en el aire puede dañar las vías respiratorias y la presencia en alimentos puede generar radicales libres y respuesta inflamatoria.
La contaminación por plástico puede afectar a los seres humanos en cuanto interfiere con la visión de la naturaleza.

## Esfuerzos para reducir el uso

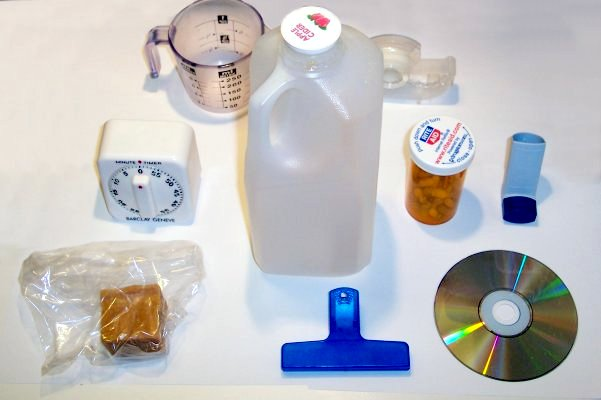
Elementos domésticos producidos con diferentes tipos de plásticos.

Ha habido esfuerzos e iniciativas para reducir el uso de plásticos y promover su reciclado. Algunos supermercados les cobran a sus clientes las bolsas plásticas, y en ciertos sitios se utilizan materiales más eficientes reutilizables o biodegradables en vez de plásticos. Algunas comunidades y negocios han decretado una prohibición sobre algunos elementos comúnmente usados de plástico, tales como agua embotellada y bolsas de plástico.